# Mesón T
El mesón T es un hipotético mesón compuesto por un quark cima y un quark arriba (T0
), un quark fondo (T+
), un quark extraño (T+
s) o un antiquark encantado (T0
c). Debido a la corta vida del quark cima, no se espera tener ninguna observación de los mesones T en la naturaleza. La combinación de un quark cima con un antiquark cima no es un mesón T, sino un toponium. Cada mesón T tiene una antipartícula compuesta por un antiquark cima y uno arriba (T0
), uno abajo (T−
), uno extraño (T−
s) o un quark encantado (T0
c), respectivamente.